# Scooby-Doo y la persecución cibernética
Scooby-Doo and the Cyber Chase (Scooby-Doo y la Persecución Cibernética en países hispanoparlantes) es una película de misterio de ciencia ficción humorística animada directa a vídeo de 2001, y la cuarta de una serie de películas animadas directamente a video basadas en las caricaturas de la mañana del sábado Scooby-Doo de Hanna-Barbera. Fue lanzado el 9 de octubre de 2001. La película fue producida por Hanna-Barbera Cartoons.
Es la última producción de Hanna-Barbera que es producida por William Hanna y Joseph Barbera antes de la muerte de Hanna el 22 de marzo de 2001. También es la cuarta y última película de Scooby-Doo directo a video que fue animada en el extranjero por el estudio de animación japonés Mook Animation. Esta película, junto con Aloha, Scooby-Doo!, fue parte del primer relanzamiento de Scooby-Doo en Blu-ray el 5 de abril de 2011.
Esta fue también la primera película en presentar a Grey DeLisle como la voz de Daphne Blake después de la muerte de Mary Kay Bergman en 1999. También fue la última película en la que Scott Innes hizo la voz de Scooby-Doo y Shaggy, así como la última película en la que  B. J. Ward le dio voz a Vilma.
Las películas de Scooby-Doo no volverían a presentar criaturas sobrenaturales reales hasta Scooby-Doo y el Rey de los Duendes.

## Argumento
En un laboratorio de computación de la universidad dirigido por el profesor Kaufman, dos de sus estudiantes, Eric Staufer y Bill McLemore, están trabajando cuando una criatura virtual, el Virus Fantasma, emerge de un nuevo juego basado en las pasadas aventuras de la Pandilla del Misterio e intenta atacar. Al día siguiente, Misterio a la Orden vienen a la universidad y se enteran por medio de su amigo Eric que el virus había asumido una forma realista gracias a un láser experimental capaz de transmitir objetos al ciberespacio, y ahora corre desenfrenado por el campus. La pandilla va a la caza del virus fantasma, lo que lo lleva a perseguir a Scooby y Shaggy por todo el campus. Desafortunadamente, toda la pandilla, incluido el virus, es enviada al juego después de que una persona desconocida activa el láser contra ellos. Sin otra ninguna opción, la pandilla se abre camino a través de los diez niveles de misterio y aventuras para completar el juego y escapar de él, con el objetivo de encontrar una caja de Scooby-Galletas para completar cada nivel. El Virus Fantasma, mientras tanto, intenta obstaculizar sus esfuerzos en cada nivel.
Después de un tiempo, finalmente alcanzan el décimo y último nivel del juego, y el más difícil de todos los niveles, que se encuentra en una gran ciudad, donde se encuentran con sus contrapartes virtuales que se parecen a ellos mismos de series anteriores, con la excepción de Scooby. Se unen para enfrentarse al virus fantasma, que causa estragos en el nivel final y convoca a sus secuaces, cinco villanos del pasado de la pandilla: El Rastreador, Jaguaro, El Lagarto Fantasma, El Monstruo de Alquitrán y Cara de Acero. Para empeorar las cosas aún más, todos los monstruos son reales y no seres humanos disfrazados como los fueron en el pasado. El clímax lleva a las dos bandas a un parque de atracciones, donde luchan contra las criaturas e intentan recuperar la última caja de Scooby-Galletas. Durante la pelea, usan imanes para combatir el virus, que descubren que está severamente debilitado por fuerzas magnéticas. Cyber-Scooby distrae al virus el tiempo suficiente para que el verdadero Scooby recupere las Scooby-Galletas, gane el juego y elimine a los monstruos y al Virus Fantasma de una vez por todas.
La pandilla real se despide de su yo virtual y regresa a casa. De vuelta en el laboratorio, la pandilla revela que descubrieron al culpable, que resulta ser Bill debido a que el Virus Fantasma hace referencias al béisbol a lo largo de su aventura. Bill es arrestado por el oficial Wembley y confiesa que creó el virus para asustar a Eric y tomar todo el mérito de haber inventado el láser. Se indignó cuando Kaufman eligió el diseño del videojuego de Eric en lugar de su videojuego con temas de béisbol, a pesar de estar en la universidad dos años más que él, lo cual se le hizo injusto, y se sintió más merecedor de ganar el premio en metálico en la feria de ciencias de la universidad. Temiendo que Misterio a la Orden lo expondría como el creador del Virus, los envió al juego creyendo que nunca saldrían. Kaufman protesta porque los estudiantes son todos iguales cuando se lo llevan. La pandilla y Eric juegan el nuevo juego Scooby-Doo, durante el cual Scooby interactúa con las contrapartes virtuales de la pandilla una vez más alimentando a Cyber-Scooby con Scooby-Galletas.
La escena poscréditos incluye a la pandilla diciéndole a la audiencia cuáles fueron sus partes favoritas de la película.

## Reparto
| Personaje               | Actor de voz Estados Unidos | Actor de doblaje · México |
| ----------------------- | --------------------------- | ------------------------- |
| Scooby-Doo              | Scott Innes                 | Antonio Gálvez            |
| Shaggy Roggers          | Scott Innes                 | Gustavo Melgarejo         |
| Fred Jones              | Frank Welker                | Luis Alfonso Padilla      |
| Daphne Blake            | Grey DeLisle                | Yolanda Vidal             |
| Vilma Dinkley           | B.J. Ward                   | Irene Jiménez             |
| Erick Staufer           | Bob Bergen                  | José Antonio Macías       |
| Oficial Wembley         | Joe Alaskey                 | Julián Lavat              |
| Profesor Robert Kaufman | Tom Kane                    | Ernesto Casillas          |
| Bill McLemore           | Mikey Kelley                | Gustavo Melgarejo         |
| Virus Fantasma          | Gary Sturgis                | Víctor Hugo Aguilar       |
| Insertos                | N/D                         | Víctor Hugo Aguilar       |

## Producción
Scooby-Doo y la Persecución Cibernética es el cuarto largometraje de Scooby directo a vídeo, y fue el último del equipo original que trabajó en las primeras cuatro películas. El equipo estaba dirigido por Davis Doi e incluía a Glenn Leopold, Jim Stenstrum, Lance Falk y otros. Previamente se habían enfrentado con ejecutivos del estudio que sugirieron guionistas externos para la segunda película de Scooby, El Fantasma de la Bruja. Para La Persecución Cibernética, fue la misma situación: los ejecutivos recomendaron a Mark Turosz, un escritor que ya tenía contrato con Warner Bros. que tenía poca experiencia con la animación. El equipo había producido la primera película de Scooby, La Isla de los Zombis, así como la tercera, Los Invasores Alienígenas, con total autonomía, y fue insultado por la insistencia de Warner de que usaran el guion de Turosz.
El equipo fue particularmente crítico con el borrador del guion de Turosz, que según Falk se consideró una regresión en términos del potencial de la franquicia. Sintieron que su ritmo y línea argumental eran insatisfactorios. Además, según los informes, estaba mal formateado y no estaba familiarizado con el proceso de animación. Por ejemplo, el guion incluía movimientos de cámara complicados imposibles de hacer con su presupuesto, así como innumerables escenarios que resultarían tediosos de diseñar. Como resultado, el equipo original pasó a otros proyectos después de la finalización de la película. La próxima película de Scooby, La Leyenda del Vampiro, también fue escrita por Turosz.
Stenstrum inicialmente sugirió que exploraran el uso de actores de acción real para escenas dentro del videojuego, aunque la idea se abandonó rápidamente. De las primeras cuatro películas, La Persecución Cibernética presenta la mayor variedad de créditos de artistas de guiones gráficos, ya que el equipo tenía limitaciones de tiempo importantes y necesitaba ayuda adicional. La Persecución Cibernética fue también la última película de Scooby en presentar animación producida en el estudio japonés Mook Animation.

## Recepción
A pesar de tener una falta de consenso crítico y críticas, la película tiene una aprobación del 60% en Rotten Tomatoes, según cinco reseñas. Common Sense Media le dio a la película dos de cinco estrellas, diciendo: "La pandilla está atrapada en un videojuego; peligro, violencia de dibujos animados".

## Versión Casera
Scooby-Doo y la Persecución Cibernética fue lanzada el 9 de octubre de 2001 para formatos VHS y DVD. La película fue relanzada en Blu-ray el 29 de marzo de 2011. Esta fue la primera película animada de Scooby-Doo que se produjo en formato de alta definición.

## Videojuego
THQ lanzó un videojuego basado en la película en 2001 para PlayStation y Game Boy Advance. Este es el primer videojuego de Scooby-Doo en una computadora de mano de sexta generación.